# Gauloise Christmas
La Gauloise Christmas is een Belgisch bier. Het wordt gebrouwen door Brasserie Du Bocq, gevestigd te Purnode.
Het is een donker bier van hoge gisting met een alcoholpercentage van 8,1%. Het aroma is rijk met een weinig koriander en een geur van zoethout. Het bier wordt verkocht in flessen van 33 cl, 75 cl, 1,5 l en in vaten. Het is een typisch winterbier. Voor 2011 heette dit bier Bocq Christmas. Die naam verwees naar het riviertje de Bocq, net als de brouwerij gelegen in de Condroz.